# Mari, Siria
Mari (denumirea modernă: Tell Hariri; în arabă: تل حريري) a fost un oraș semitic din Siria. Acesta a rămas ca tell localizat la 11 kilometri nord-vest de Abu Kamal. Mari a fost un centru comercial între 2900 î.e.n. și 1759 î.e.n.. Așezarea Mariului l-a făcut să aibă Sumerul la sud și Levantul la vest.

## Legături externe
- ar Mari Arhivat în 1 noiembrie 2020, la Wayback Machine. Mari passage on the Syrian ministry of culture website.
- en Syrie - Mari Mari page on Britannica.
- en Mari (Tell Hariri) Suggestion to have Mari (Tell Hariri) recognized as a UNESCO world heritage site, in 1999